# Гражданская война в Мьянме
Гражданская война в Мьянме вспыхнула по всей стране 5 мая 2021 года, когда правительство национального единства в ответ на подавление военным правительством протестов против государственного переворота объявило о формировании своего вооруженного крыла — Народных сил обороны (НСО). Конфликт был описан Верховным комиссаром ООН по правам человека как гражданская война, а не повстанческое движение. По данным «Ассоциации помощи политзаключенным» (AAPP), по состоянию на 1 декабря 2023 года около 4 218 мирных жителей были убиты хунтой в ходе протестов, допросов, а иногда и непреднамеренно. По оценкам «Проекта данных о местах вооружённых конфликтов и событиях» (ACLED), на 12 января 2024 года в результате насилия после переворота 2021 года в общей сложности было убито более 45 264 человека.

## Предыстория
Утром 1 февраля 2021 года ряд военных Мьянмы успешно свергли избранное на всеобщих выборах правительство Мьянмы, сформировав военную хунту. Президент страны Вин Мьин, государственный советник (глава правительства) Аун Сан Су Чжи и несколько других членов «Национальной лиги за демократию» были задержаны во время утренних рейдов, а генерал Мин Аун Хлайн был назначен главнокомандующим и фактическим главой государства.
Точные мотивы переворота остались неясны. Военные утверждают, что на выборах 2020 года было зафиксировано 8,6 миллиона нарушений, но не представило никаких доказательств. Считается, что переворот мог быть способом восстановить давнюю власть вооружённых сил над страной, которая закончилась десятью годами ранее.
Кровавое подавление выступлений против военного переворота привело к созданию вооружённых групп для борьбы с Государственным административным советом (военной хунтой). Собравшиеся силы под названием Народных сил обороны (НСО) по приказу Правительства национального единства (ПНЕ), сформированного парламентариями, находившимися у власти до переворота, официально объявили «оборонительную войну» против военного режима.
В ответ военные Мьянмы предпринимают действия против гражданского населения, подвергая города артиллерийским обстрелам, в результате чего к началу 2022 года почти 1500 человек были убиты. После 20 авиаударов по деревням повстанцев к началу 2022 года примерно 32 000 человек вынуждены были бежать из страны и 776 000 были вынуждены искать убежища в других частях страны.

## Хронология

### Начало конфликта

#### Кампании засушливого сезона 2021–2022

##### Штаты Шан и Кая
17 ноября десятки солдат хунты из 442-го легкопехотного батальона устроили засаду на аванпост Народных сил обороны (НСО) Монгпаи в городке Пекон штата Шан. НСО оказались в меньшинстве и были вынуждены отступить после окружения. Позже в ноябре силы хунты устроили засаду и уничтожили базу, принадлежащую 205-й эскадрилье НСО Моунъюа, недалеко от деревни Пэйлин в Моунъюа, округ Сикайн, вынудив бойцов сопротивления бежать. На базе располагалась мастерская, где НСО изготавливали взрывные устройства, которые были уничтожены во время рейда. 25 ноября силы хунты устроили засаду и убили 4 членов разведывательной группы из Народных силы обороны Каренни (НСОК) недалеко от деревни Хохпейк в Демосо. По меньшей мере четыре солдата хунты из 428-го легкого пехотного батальона были убиты в Хпрусо в середине декабря после четырёх дней боёв с членами НСОК и Армии Каренни.
14 декабря около 200 военнослужащих хунты обыскали контролируемый Каренским национальным союзом (КНС) город Лей Кей Кау Миотит недалеко от тайской границы. Солдаты, которые разыскивали активистов и членов НСО, затем арестовали несколько человек, предположительно связанных с движениями против хунты, в том числе депутата от поселка Мьяунгмья Вай Лин Аунга. 20 декабря силы тамадо сожгли девятнадцать домов в деревне Куннар в Лойко, после того как неделю назад они отбили их у НСОК.
24 декабря более 35 человек были убиты, попав в засаду, устроенную войсками хунты возле деревни Мо Со в штате Кая. Среди убитых оказались два сотрудника международной организации «Save the Children», что побудило их приостановить работу в штате Кая и ряде других районов. Совет Безопасности ООН осудил нападение и призвал к «тщательному и прозрачному расследованию» инцидента.
В течение марта и февраля 2022 года хунта неоднократно наносила авиаудары по гражданским объектам в деревнях штатов Карен и Кая. Свидетели из шести деревень региона также рассказали, как солдаты систематически грабили жителей, унося драгоценности, деньги и прочее, а также угоняя автомобили. Позже Amnesty International обвинила хунту в применении коллективного наказания против этнических меньшинств страны.

##### Штат Качин
В конце ноября 2021 года бойцы Армии независимости Качина (АИК) и 100 солдат хунты вступили в бой возле Качинтая, деревни примерно в 16 км к востоку от города Швегу. АИК отказалось опровергнуть слухи о том, что они сотрудничают с солдатами НСО и не предоставило данные о потерях. Столкновение произошло после воздушной бомбардировки, предположительно осуществленной двумя истребителями Су-30, из недавно приобретённых хунтой . В тот же день НСО Матупи объединилась с Национальной армией Чин, чтобы атаковать заставу 304-го лёгкого пехотного батальона на дороге, соединяющей Матупи с городом Палетва. Силам сопротивления удалось убить двух солдат хунты, стоявших на страже, прежде, чем остальные были вынуждены отступить. Силы хунты также провели в декабре ночную операцию, в ходе которой после интенсивной перестрелки захватили и сожгли лагерь НСО Тейн Мин. Затем бойцы сопротивления были вынуждены отступить, в результате чего 2 бойца НСО были убиты и ещё несколько получили ранения. Чуть меньше недели после того, как хунта нанесла авиаудары по позициям АИК в Мохньине, около 50 солдат из 42-го пехотного батальона тамадо атаковали территорию АИК возле деревни Ньяунг Хтаук в Мохнине. Ещё одно столкновение произошло в тот же день возле деревни Вейлон вдоль дороги, соединяющей Хпакант с Мохнином, примерно в 17 милях от городского центра Хпаканта. Артиллерийское подразделение хунты выпустило около 30 снарядов по месту боестолкновения, поддерживая наступление пехотного подразделения. Информатор АИК не пожелал раскрывать подробности потерь со своей стороны.
АИК также заявила, что около 200 солдат хунты, включая командира батальона, были убиты за три дня столкновений в посёлке Хпакант в начале февраля 2022 года.

##### Центр
9 декабря 2021 года бойцы сопротивления из НСО Мьяинг из округа Магуэ атаковали две военные машины самодельными взрывчатыми веществами, устроив засаду. НСО утверждает, что в результате засады пострадали как минимум 3 солдат. Позже в полдень НСО снова атаковали солдат, которые пешком покидали деревню Минтаркья, что спровоцировало перестрелку между двумя сторонами. Местные бойцы НСО Салинги и одно гражданское лицо были схвачены и сожжены солдатами хунты после того, как бойцы НСО взорвали взрывчатку при нападении на проезжавший неподалеку военный конвой, что спровоцировало нападение на деревню примерно 100 солдат хунты. 13 декабря войска тамадо начали наступление на бойцов НСО и другие местные группировки в деревне Кебар округа Сикайн при помощи артиллерийских обстрелов. Бойцам сопротивления пришлось отступить из-за превосходящей огневой мощи атакующих войск тамадо.
В декабре военные направили около 150 военнослужащих Воздушно-десантной дивизии на шести вертолётах к западу от Депайина для выполнения воздушно-десантных задач. Силы тамадо окружили посёлок Депайин в Сикайне, где располагались бойцы НСО. 17 декабря тамадо и члены поддерживаемого военными ополчения Пьюсаути совершили внезапную воздушную атаку на деревню Хнан Хар округа Магуэ, убив 20 бойцов сопротивления из Сил обороны Яу.
По меньшей мере 30 солдат хунты и союзных ополченцев из Пьюсаути были убиты в результате совместных нападений НСО в посёлке Кани в Сикайне 1 февраля 2022 года. Флотилии, перевозившие припасы и солдат хунты, попали в засаду, при этом по крайней мере одна флотилия была подожжена во время нападения. 7 февраля солдаты хунты были убиты в результате внезапного нападения местных сил НСО в регионе Сикайн. Эти атаки были одними из первых атак, в которых силы сопротивления использовали дроны.
10 февраля 2022 года одновременно с увеличением количества целенаправленных нападений на солдат около 50 военнослужащих хунты Мьянмы были убиты 9 февраля в ходе рейдов и засад, устроенных Народными силами обороны в трёх поселках в регионе Сикайн. Позже в феврале 32 солдата хунты и 20 бойцов сопротивления были убиты в ходе столкновений в Мобье на юге штата Шан, а также в поселке Хин-У региона Сикайн.
В Мандалае также были замечены гражданские партизанские группы НСО в посёлках Маха Аунг Мьяй и Пьигидагун, которые обстреливали силы хунты и бросали самодельные бомбы. Войска тамадо убили 8 гражданских партизан Мандалая и в отместку совершили набег на два укрытия сопротивления. По меньшей мере 4 военнослужащих хунты также были убиты в результате нападений сил НСО 12 февраля 2022 года в Нейпьидо во время празднования Дня военного союза. Во многих других городах также произошли жестокие столкновения во время Дня Союза.

##### Штат Чин
8 декабря 2021 года в захваченном военными городе Тантланг вспыхнуло 90-минутное столкновение между силами НСО и тамадо. Это произошло после того, как военные хунты начали крупное наступление на позиции НСО, в результате которого силы тамадо смогли повторно захватить город. Сообщается, что в ходе столкновения погибли трое бойцов НСО. В оккупированном военными Тантланге было сожжено ещё больше домов, причём более четверти зданий города было разрушено, что затрудняло повстанцам НСО возможность скрываться в зданиях.
Сообщается, что 30 марта около 20 солдат хунты были убиты в засаде, направленной против конвоев хунты в Миндате, штат Чин.

##### Янгон
17 июня 2021 года в городке Тармве провинции Янгон взорвался армейский автомобиль, в результате чего предположительно погибли несколько военнослужащих. 14 декабря войска тамадо захватили 12 предполагаемых бойцов сопротивления в том числе троих, которые были ранены после того, как несколько бомб случайно взорвались в посёлке Хлаин Тар Яр в Янгоне. Ещё двое бойцов сопротивления, которые первоначально сбежали, были позже схвачены солдатами в штатском. По всей Мьянме было зарегистрировано ещё несколько случаев гибели партизан в результате несчастных случаев, вызванных применением самодельной взрывчатки.
Война в городах стала менее практичной, и силы сопротивления начали атаковать чиновников, связанных с хунтой. По данным источников, связанных с хунтой, с февраля 2021 года в результате целенаправленных нападений были убиты 367 назначенных хунтой чиновников. Силы сопротивления также начали атаковать дома пилотов хунты в Янгоне в ответ на авиаудары по гражданскому населению.

##### Штат Карен
Вечером 21 марта 6-я бригада Каренской национально-освободительной армии (КНОА) штурмовала и оккупировала лагерь тамадо в деревне Мау Хи округа Мьявадди. Лагерь Мау Хи расположен примерно в 50 милях к югу от Мьявадди и в трёх милях от бирманско-тайской границы.
Бои также вспыхнули в некоторых частях города Лойко 14 апреля. Недавние боевые действия в штате Карен ознаменовали рост числа беженцев на границе с Таиландом.
15 апреля солдаты хунты потеряли по меньшей мере 30 человек после того, как КНОА оттеснили их в бою за Лей-Кей-Кау. Позже в апреле два офицера хунты и 24 человека, работавших в отделе электроснабжения военного совета, были арестованы силами КНОА в Пеконе на юге штата Шан.

##### Другие регионы
31 января по меньшей мере три десятка солдат хунты были убиты в засадах в регионах Магуэ, Сикайн и Танинтайи. В марте местные силы обороны, базирующиеся в округе Кавтаунг региона анинтайи, заявили, что им удалось убить трёх солдат армии Мьянмы, конфисковать оружие и занять полицейский участок в этом районе.
В начале 2022 года Аракская армия (АА) и хунта снова начали столкновения на севере штата Ракхайн. 8 февраля армия Аракана и силы хунты как минимум дважды столкнулись в Маунгдо в штате Ракхайн. Боевые действия вспыхнули 4 февраля, когда войска хунты совершили скрытую атаку на заставу АА возле гор Летпан к северо-востоку от деревни Ми Тайк, убив часового АА, по словам представителя Армии Аракана Хаинг Тукха. Сообщалось также о трёхчасовых столкновениях 6 февраля. Столкновения вызвали опасения по поводу нарушения неформального соглашения о прекращении огня между АА и военными, которое действовало с ноября 2020 года. Сообщается также, что два мирных жителя были убиты в ходе дальнейших столкновений на севере Маунгдо в ночь на 7 февраля. В результате нападения было убито несколько военнослужащих хунты, в том числе майор.

### Операция 1027 и последствия

#### Операция 1027
27 октября «Альянс тройственного братства»: Араканская армия (АА), Национально-освободительная Армия Таанга (НОАТ), Армия Национального демократического альянса Мьянмы (АНДАМ) начал операцию 1027, нацеленную на захват контрольно-пропускных пунктов хунты, базы возле Лашо и пограничного торгового поста Фаун Сейк в Чиншвехо. Аэропорт Лашо был временно закрыт, а Чиншвехо перешёл под контроль этнических армий. Было объявлено военное положение, а также были закрыты два важных торговых пункта пропуска на границе Китая и Мьянмы возле Лауккая и Чиншвехо, что нарушило поток товаров. В течение следующих трёх дней силы коалиции захватили 57 баз, на что хунта ответила бомбардировками с воздуха.
30 октября город Наунгкио перешёл под ограниченный контроль НОАТ и НСО, а 41 комбатант, в том числе три командира, в Куньлуне сдались силам АНДАМ. На следующий день объединённые силы АА и АНК захватили базу Гангдау Янг на дороге Мьичина-Банмо.
1 ноября хунта направила конвой подкрепления в Наунгкио, что привело к столкновениям с силами НОАТ и НСО. В ходе боя повстанцы взорвали броневик, забрали оружие и захватили военнопленных. Силы хунты отступили и разбили лагерь на юго-западе Наунгкио, который на следующее утро подвергся нападению со стороны повстанцев. По словам представителя армии генерал-майора Зо Мин Туна, хунте пришлось отказаться от контроля над тремя городами в северной части штата Шан, включая город Пангсен. НОАТ, АНДАМ и АА заявили о своём контроле над четырьмя городами, включая Чиншвехо и Хсенви. 3 ноября силы НОАТ захватили подвесной мост через реку Швели недалеко от Намкама и начали штурм города.
Одновременно с этим 27 октября Араканская армия (АА) вступила в бой с силами хунты в Хтигьяинге региона Сикайн. К 3 ноября Демократический фронт всех бирманских студентов (ДФВБС) и местные силы НСО начали наступление на несколько населённых пунктов в округах Сикайн и Магуэ.
6 ноября город Коулин был взят объединёнными силами АА, АНК и местных НСО, что стало первой столицей округа, захваченной повстанцами в ходе операции. На следующий день силы НСО также захватили Кхампат на западе округа Сикайн.
В северной части штата Шан город Намхам также перешёл под ограниченный контроль НОАТ 6 ноября. Затем 7 ноября коалиция захватила базу хунты Панлонг близ населённого пункта Куньлун, убив в бою командира 99-й пехотной дивизии бригадного генерала Аун Чжо Лвина. После этого АНДАМ взяла Монеко под свой контроль и приступило к восстановлению функций города. В тот же день силы АНДАМ взяла под свой контроль жилые районы Куньлуна и продолжила осаду базы хунты к западу от города.
8 ноября НОАТ и НСО атаковали базу хунты возле виадука Готейк, захватив ключевой мост Гоктвин на главном шоссе, ведущем из Мандалая в Китай. Военная база возле населённого пункта Шве Ньяунг Пин в Наун Чо также подверглась нападению со стороны НОАТ.

#### Операция Таунгтаман
Операция в районе Мадая, регион Мандалай, началась в конце октября в поддержку операции 1027. 13 ноября вспыхнули бои в населённом пункте Кинн между Национально-освободительной армией Таанга (НОАТ) и силами хунты, которые ответили ударами авиации и артиллерии. В результате этого, населённого пункт был сожжён. К 28 ноября силы НСО и НОАТ захватили базу хунты в посёлке. НОАТ дополнительно напала на посёлки Наунгкио и Кьяукме на юге штата Шан, чтобы отрезать поступление подкрепления для хунты.

#### Операции 1107 и 1111
Одновременно с операцией 1027 на севере штата Шан объединённые силы КНОА и НСО начали наступление на Кавкарейк, что привело к ожесточенным столкновениям между силами повстанцев и силами хунты вокруг города.
7 ноября 2023 года Кареннийский национальный народно-освободительный фронт (КННОФ), Армия Каренни (АК) и Народные силы обороны Каренни (НСОК) начали совместную военную операцию против тамадо. В ходе продолжающейся операции пограничные посты хунты в населённых пунктах Месе штата Кая (включая Пантейн) были взяты под контроль кареннийскими силами.
11 ноября в столице штата Кая Лойко была начата операция, получившая название «Операция 1111». НСОК и АК вместе с другими повстанческими группировками начали наступление на город. НСОК взял на себя ответственность за уничтожение истребителя ВВС Мьянмы, который разбился на востоке штата недалеко от Лойко в первый день боя. Источник в хунте заявил, что неясно, разбился ли он из-за вражеского огня или из-за технической неисправности. 15 ноября НСОК взяли под свой контроль университет Лойко после двух дней боев. В ходе боев более 110 солдат хунты были убиты и 38 сдались в плен.

#### Возобновление боевых действий в Ракхайне
Утром 13 ноября Араканская армия (АА) атаковала два поста пограничной полиции в населённом пункте Ратедаунг, нарушив соглашение о прекращении огня в штате Ракхайн между хунтой и АА. Лагерь Дог Пайк был взят под контроль повстанцев к 6:30 утра следующего дня.
14 ноября сообщалось, что хунта уже покинула около 40 аванпостов в штате Ракхайн после атак араканской армии. Однако не все они сразу перешли под контроль АА. На следующий день десятки офицеров службы безопасности Мьянмы сдались силам Армии Аракана.
На следующую ночь АА начала атаку на Паукто, захватив полицейский участок города. К утру 16 ноября АА взяла город под свой контроль. Хунта направила два боевых вертолёта вместе с военно-морской поддержкой для ответного огня, в результате чего мирные жители прятались в своих домах, а затем в траншеях поскольку дома подвергались обстрелу из крупнокалиберных пулемётов. Учитывая близость Паукто к столице штата Ракхайн Ситуэ, захват города представляет угрозу для хунты. Силы хунты задержали около 100 жителей, в основном мирных гражданских, которые не смогли бежать, и окружили город, в том числе с помощью двух военных кораблей, блокировавших гавань.

#### Наступление в штате Чин
Утром 13 ноября 2023 года, после двух дней боёв, Национальная армия Чин (НАЧ) вместе с местными подразделениями Сил обороны Чинленда (СОЧ) захватила город Рикхаудар на границе Индии и Мьянмы. Это был первый город, захваченный силами сопротивления в штате Чин с момента начала вооружённого сопротивления после переворота. По меньшей мере 40 солдат хунты и офицеров полиции бежали в соседний индийский штат Мизорам, где сдались местной полиции, а затем были переданы Assam Rifles (формирование, ответственное за безопасность границ, борьбу с повстанцами и поддержание правопорядка на северо-востоке Индии). Впоследствии они были репатриированы обратно в Мьянму.
14 ноября Араканская армия (АА) начала наступление на населённый пункт Палетва на границе штатов Чин и Ракхайн. Араканская армия обвинила тамадо в применении химического оружия в ходе последовавших боёв. 6 декабря АА объявила, что захватила крупную военную базу в населённом пункте.
21 ноября местные подразделения НСО «Золанд» захватили военную базу на пике Кеннеди, второй по высоте горе в штате Чин. В течение следующей недели НАЧ и её союзники захватили Лайленпи и Резуа в районе Матупи.
6 декабря Национальный фронт Чин ратифицировал Конституцию Чинленда, провозгласив государство Чинленд.

#### Влияние на тамадо успешного наступления повстанцев
22 ноября газета «Иравади» сообщила, что военные Мьянмы (тамадо) готовят 14 000 солдат для защиты Нейпьидо — столицы страны, в том числе за счёт переброски войск из других регионов в столицу и мобилизации госслужащих в армию. Эти приготовления начались вскоре после начала операции 1027 против тамадо. Кроме того, военные готовят 10 000 солдат для защиты Мандалая, Баго и Янгона. Также были начаты фортификационные работы. Так, полицейские участки Нейпьидо начали подготавливать бетонные блоки, мешки с песком и другие материалы, необходимые для превращения в оборонительные базы всего за несколько дней.
18 ноября департамент общего управления издал местный приказ о запрете несанкционированных полётов дронов, ограничении их продажи, а также продажи аксессуаров к ним в округе Янгон.
В начале декабря хунта призвала дезертиров вернуться, пообещав им реабилитацию. Правительство национального единства утверждает, что около 20 000 солдат дезертировали и присоединились к рядам Народных сил обороны. К 7 декабря хунта начала освобождать солдат, заключённых в тюрьму за дезертирство, чтобы уменьшить очевидную нехватку рабочей силы в результате недавних наступательных операций сопротивления.
Ронан Ли, профессор Университета Лафборо, заявил, что стратегические развороты, общенациональные территориальные потери и экономический спад означают, что инициатива перешла от хунты Мьянмы к сопротивлению, и тамадо «теперь может оказаться в смертельной спирали». Хунта также обратилась к Китаю с просьбой оказать давление на «Альянс тройственного братства» с целью остановить операцию 1027. 11 декабря Китай помог провести мирные переговоры между тамадо и повстанческими группировками на севере страны, включая Альянс. Однако уже 13 декабря «Альянс тройственного братства» объявил, что мирные переговоры «длились всего 10 минут», и пообещал продолжить боевые действия.

### Наступление сил сопротивления в 2024 году

#### Взятие Лауккая
В конце ноября и декабре 2023 года Армия Национального демократического альянса Мьянмы (АНДАМ) приблизилась к Лауккаю, столице самоуправляемой зоны Коканг, в рамках операции 1027. Они захватили несколько стратегических позиций во время битвы при Лауккае. Силы АНДАМ атаковали базы хунты вокруг города, в том числе аванпост на холме Четырёх буддийских статуй, расположенный непосредственно к югу от Лауккая. 26 декабря более 90 человек из 55-й легкой пехотной дивизии хунты сдались силам АНДАМ. Артиллерийские обстрелы Лауккая прекратились, и 28 декабря город практически полностью перешёл под контроль сопротивления. 5 января 2024 года АНДАМ захватила контроль над штабом Северо-восточного командования в Лауккае и получило полный контроль над городом.
Несколько дней спустя «Альянс тройственного братства» заявил о захвате 8 января городов Куткай и Тейнни после захвата в них военных постов хунты, в том числе штаба 16-го командования военных операций в Тейнни. 23 января трое бригадных генералов, сдавшихся в Лауккае, были приговорены хунтой к смертной казни, а трое других были приговорены к пожизненному заключению в соответствии с военным законодательством.

#### Хрупкое прекращение огня
В начале декабря 2023 года тамадо обратились к Китаю с просьбой оказать давление на «Альянс тройственного братства» с целью остановить операцию 1027. 12 января Китай объявил, что провёл переговоры о прекращении огня между хунтой и Альянсом. Обе стороны согласились вывести личный состав и пообещали не ставить под угрозу безопасность жителей китайской границы. По данным Альянса, они договорились не захватывать больше городов на севере Шан, а хунта согласилась не обстреливать и не наносить удары по этому району. На следующий день Национально-освободительная армия Таанга (НОАТ) сообщила, что хунта нарушила соглашение о прекращении огня, нанеся авиаудары по различным населённым пунктам Северного Шана, в том числе по регионам Лашо и Кьяукме.
20 января 2024 года тамадо и Национальная армия Па-О (НАП) попытались конфисковать оружие Армии национального освобождения Па-О (АНОП). Несколько дней спустя в населённом пункте Хопонг произошла перестрелка. АНОП нанесла ответный удар совместно с силами НСО и атаковала город Сисенг в штате Шан, в конечном итоге захватив его 26 января. В тот же день политическое крыло АНОП официально отказалось от своего участия в Общенациональном соглашении о прекращении огня, пообещало помочь ПНЕ свергнуть хунту и просило политическое крыло НАП перейти на другую сторону, пообещав, что на них не нападут. 22 февраля столкновения вспыхнули к востоку от Хопонга после того, как совместные силы хунты и НАП атаковали силы АНОП. Через несколько часов хунта была вынуждена отступить.
10 февраля 2024 года тамадо объявили, что все мужчины в возрасте от 18 до 35 лет и женщины в возрасте от 18 до 27 лет будут обязаны пройти двухлетнюю военную службу на фоне территориальных потерь. Тем, кто не вступит в армию, грозит тюремное заключение на срок до 5 лет во время чрезвычайного положения в стране. Это заявление было воспринято экспертами ООН как признак растущего отчаяния перед лицом неуклонно наступающих сил сопротивления.

#### Наступление в Ракхайне
8 января 2024 года Араканская армия (АА) продолжила операцию 1027 и захватила базу Таунг Шей Таунг и 200 солдат хунты в регионе Кьяуктау, штат Ракхайн. Затем наступление продолжилось на регион Палетва в штате Чин с целью захвата одноимённой столицы региона, стратегического города для проекта мультимодального транзитного транспортного коридора Индо-Мьянма Каладан. 15 января Араканская армия захватила Палетву, объявив эту территорию «свободной от военных советов». Неделю спустя Араканская армия захватила город Пауктау в штате Ракхайн, завершив трёхмесячное сражение.
17 января был захвачен лагерь Тайген на дороге Фалам у границы с Индией, а силы сопротивления Чин захватили оружие и боеприпасы. 20 января, после того как более 600 солдат хунты пересекли границу с Индией, правительство этой страны объявило о плане ограждения границы протяженностью 1643 км.
3 февраля, когда в Ракхайне усилились столкновения между Араканская армия и тамадо, миномётные снаряды и несколько пуль попали на территорию Бангладеш, в результате чего некоторые местные жители получили ранения. Стрельба и взрывы были слышны на границе с Бангладеш. По меньшей мере 229 сотрудников пограничной полиции Мьянмы въехали в Бангладеш через пограничный пункт Тумбру в поисках убежища от АА, где пограничная служба Бангладеш разоружила их и предоставила убежище в округе Бандарбан. 5 февраля женщина из Бангладеш и мужчина-рохинджа погибли от миномётного снаряда, упавшего в Бандарбане.
6 февраля АА захватила оставшиеся базы тамадо в Минбье, взяв под полный контроль город. В тот же день АА захватила аванпост хунты Таунг Пё на границе с Бангладеш в регионе Маунгдо. 7 февраля Араканская армия взяла под контроль Кьяуктау, в то время как тяжелые бои продолжались в Мрау-У и Рамри. 9 февраля тамадо покинули Мьебон и направились в Кьяукпью, в спешке оставив боеприпасы. На следующий день АА взяла под контроль город Мрау-У. Во время боёв были потоплены три десантных корабля ВМС Мьянмы. В ответ на взятие трёх городов хунта взорвала мосты в населённом пункте Кьяуктау и столице штата Ситуэ. Пять дней спустя Араканская армия взяла город Мьебон.

#### Другие фронты
Напряжённость между хунтой и Силами государственной пограничной охраны Карена возросла, поскольку каренские пограничники отказались выполнять приказ хунты вступить в бой. 23 января заместитель главнокомандующего Со Вин посетил Пхаан, чтобы встретиться с лидером пограничной охраны Карена полковником Со Чит Тху после того, как последний отказался приехать в столицу Нейпьидо и встретиться с хунтой. 14 февраля объединённые силы Армии Каренни (АК) и Народные силы обороны Каренни (НСОК) взяли под контроль город Шадо после почти месячного боя. В результате, округ Шадо стал вторым в штате Кая, полностью захваченным силами Каренни, после Месе.
29 января 2024 силы Каренская национально-освободительная армия (КНОА) и НСО сбили приземляющийся вертолёт тамадо Eurocopter AS365, в результате чего погибли бригадный генерал Ай Мин Наун из 44-й лёгкой пехотной дивизии и ещё четыре человека.
Силы тамадо 10 февраля отбили у НСО город Каулин (округ Сикайн) после почти 10 дней боёв. 22 февраля силы хунты начали наступление с целью отбить город Мау Луу, взятый Армией независимости Качина (АНК) и Демократическим фронтом всех бирманских студентов (ДФВБС) в декабре 2023 года.

#### Новые силы сопротивления
14 февраля 2024 года подразделение, отколовшееся от Армии национального освобождения Мон, подписавшей соглашение о прекращении огня с тамадо, объявило, что оно больше не будет вести переговоры с хунтой и объединится с другими революционными силами в штате Мон.
20 февраля Прогрессивная партия штата Шан объявила, что она и её вооружённое крыло объединят силы с силами сопротивления хунте, отойдя от своей прежней нейтральной позиции по отношению к военному перевороту. Три дня спустя партия и союзные войска захватили военную базу между городами Хопонг и Мон Пан.